# Unione Sportiva Casertana 1925-1926
Questa pagina raccoglie i dati riguardanti l'Unione Sportiva Casertana nelle competizioni ufficiali della stagione 1925-1926.

## Rosa
| N. |                     | Ruolo | Calciatore |
| -- | ------------------- | ----- | ---------- |
|    | Italia (bandiera)   | P     | Grimaldi   |
|    | Italia (bandiera)   | P     | Ferrami    |
|    | Italia (bandiera)   | D     | Giordano   |
|    | Italia (bandiera)   | D     | Schettini  |
|    | Italia (bandiera)   | D     | Guarnieri  |
|    | Italia (bandiera)   | C     | Costa II   |
|    | Ungheria (bandiera) | C     | Weitzner   |
|    | Italia (bandiera)   | C     | Sansoni V  |
|    | Italia (bandiera)   | C     | Rossi      |

| N. |                     | Ruolo | Calciatore  |
| -- | ------------------- | ----- | ----------- |
|    | Italia (bandiera)   | C     | Ottaviano   |
|    | Italia (bandiera)   | A     | Costa I     |
|    | Italia (bandiera)   | A     | Bernardo    |
|    | Ungheria (bandiera) | A     | Szantgyorgy |
|    | Italia (bandiera)   | A     | Pinto       |
|    | Italia (bandiera)   | A     | Vitrone     |
|    | Italia (bandiera)   | A     | Cuomo       |
|    | Italia (bandiera)   | A     | Dossena     |
|    | Italia (bandiera)   | A     | Celentano   |

## Risultati

### Prima Divisione

#### Girone campano

##### Girone di andata
| 29 novembre 1925 1ª giornata |  | – Turno di riposo |  |  |

| Arbitro: | Trama (Torre Annunziata) |

|                |           |                             |
| Ciaramella 65’ | Marcatori | 9’ Szantgyorgy 62’ Weitzner |

| Arbitro: | Galassi (Roma) |

|  |           |                                                                          |
|  | Marcatori | 4’, 48’ Ferrari 7’, 14’, 43’, 49’, 61’, 80’ Ghisi I 20’, 65’ Sallustro I |

| Arbitro: | Malagodi (Ferrara) |

|            |           |                             |
| Villani 6’ | Marcatori | 15’ Szantgyorgy 86’ Vitrone |

| Caserta 27 dicembre 1925 5ª giornata | Casertana                         | 0 – 2 A tav. | Bagnolese | \| Arbitro: \| Panzano (Castellammare di Stabia) \| |
| Arbitro:                             | Panzano (Castellammare di Stabia) |              |           |                                                     |

##### Girone di ritorno
| 10 gennaio 1926 6ª giornata |  | – Turno di riposo |  |  |

| Arbitro: | Tisei (Tivoli) |

|                                                 |           |                                 |
| Dossena 15’, 62’, 84’ Celentano 57’ Vitrone 75’ | Marcatori | 20’, 79’ Ciaramella 70’ Lubrano |

| Arbitro: | De Martino (Castellammare di Stabia) |

|                               |           |  |
| Claar 74’ (rig.) Ghisi II 90’ | Marcatori |  |

| Caserta 31 gennaio 1926 9ª giornata | Casertana | 2 – 0 A tav. per forfait | Stabia |  |

| Arbitro: | Petrolo (Roma) |

|                                      |           |  |
| Parascandolo 2’ Cassese I 13’ (rig.) | Marcatori |  |

## Statistiche

### Statistiche di squadra
| Competizione             | Punti | In casa | In casa | In casa | In casa | In casa | In casa | In trasferta | In trasferta | In trasferta | In trasferta | In trasferta | In trasferta | Totale | Totale | Totale | Totale | Totale | Totale | DR  |
| Competizione             | Punti | G       | V       | N       | P       | Gf      | Gs      | G            | V            | N            | P            | Gf           | Gs           | G      | V      | N      | P      | Gf     | Gs     | DR  |
| ------------------------ | ----- | ------- | ------- | ------- | ------- | ------- | ------- | ------------ | ------------ | ------------ | ------------ | ------------ | ------------ | ------ | ------ | ------ | ------ | ------ | ------ | --- |
| Prima Divisione-Campania | 8     | 4       | 2       | 0       | 2       | 7       | 15      | 4            | 2            | 0            | 2            | 4            | 6            | 8      | 4      | 0      | 4      | 11     | 21     | -10 |

### Statistiche dei giocatori
| Giocatore   | Prima Divisione | Prima Divisione |
| Giocatore   | Presenze        | Reti            |
| ----------- | --------------- | --------------- |
| Bernardo    | 7               | 0               |
| Celentano   | 2               | 1               |
| Costa (I)   | 7               | 0               |
| Costa (II)  | 2               | 0               |
| Cuomo       | 2               | 0               |
| Dossena     | 4               | 3               |
| Ferrami     | 4               | -9              |
| Giordano    | 7               | 0               |
| Grimaldi    | 3               | -12             |
| Guarnieri   | 5               | 0               |
| Ottaviano   | 2               | 0               |
| Pinto       | 3               | 0               |
| Rossi       | 5               | 0               |
| Sansoni V   | 7               | 0               |
| Schettini   | 3               | 0               |
| Szantgyorgy | 4               | 2               |
| Vitrone     | 6               | 2               |
| Weitzner    | 4               | 1               |